# Ebersberg (Wasgau)
Der Ebersberg ist ein 462,1 m ü. NHN hoher Berg im südlichen Pfälzerwald. Er liegt im rheinland-pfälzischen Landkreis Südliche Weinstraße im Dahner Felsenland, einem Teil des Wasgaus, der vom Südteil des Pfälzerwaldes gebildet wird. Der Berg ist vollständig bewaldet.

## Lage
Der Berg liegt etwa 1,5 km westlich vom Rehberg bzw. etwa 3,6 km südlich von Annweiler. Westlich des Berges fließt der Ebersbach, der am Südwesthang entspringt, in Richtung der Queich. Etwa 0,7 km östlich befindet sich der markante Buntsandsteinfelsen Asselstein. Über den Berg verlaufen die Gemarkungsgrenzen der Gemeinden Annweiler am Trifels, Wernersberg, und Völkersweiler, wobei der südliche Teil in der Gemarkung von Völkersweiler, der nordwestliche Teil in der Gemarkung von Wernersberg und der nordöstliche Teil in der Gemarkung von Annweiler liegt.

## Geschichte
Die Ortsgruppe Annweiler der Naturfreunde betrieb in den Jahren zwischen 1927 und 1938 auf dem Ebersberg ein Naturfreundehaus. Allerdings brannte es 1938 ab und wurde nach dem Zweiten Weltkrieg an anderer Stelle – am Campingplatz der Naturfreunde am Nordostrand des Sonnenbergs – neu errichtet. Auf dem Platz des alten Naturfreundehauses befindet sich seit 1998 die Willy-Achtermann-Hütte, ein massives Blockhaus, das der Verkehrsverein Annweiler baute und nach seinem Ehrenvorsitzenden benannte. Nach Errichtung eines Kreuzes im Jahre 1999 werden dort auch ökumenische Waldgottesdienste gefeiert. Heute befindet sich am Berg eine Andachtsstätte der angrenzenden Naturbegräbnisstätte Trifelsruhe.

## Verkehr
Entlang seines West- und Südhangs verläuft die Bundesstraße 48. Über den Nordosthang verläuft die Trifelsstraße, als Teil der Kreisstraße 2 von der Stadt Annweiler im Tal zur Burg Trifels und den Wanderparkplätzen im Wandergebiet Trifelsland.

## Zugang und Wandern
Der Gipfel des Berges ist nicht über Wanderwege zugänglich. Über und um den Berg führen allerdings Wanderwege im Wandergebiet Trifelsland wie der Fernwanderweg Staudernheim–Soultz-sous-Forêts. Als lokaler Wanderweg führt der Richard-Löwenherz-Weg auch über den Berg. Am Nord- und Südwesthang befinden sich mit dem Trifelsblick und dem Wasgaublick zwei Aussichtspunkte, die einen weitreichenden Ausblick in das Queichtal, die Burgengruppe am Trifels und den Mittleren Pfälzerwald mit dem markanten Großen Adelberg im Vordergrund bzw. in den nördlichen Wasgau bieten.